# 普萊森特鎮區 (愛荷華州瓦佩洛縣)
普萊森特鎮區（英語：Pleasant Township）是位於美國愛荷華州瓦佩洛縣的一個行政鎮區。

## 地方資料
根據2010年美國人口普查的數據，普萊森特鎮區的面積為87.05平方千米，當中陸地面積為87.02平方千米，而水域面積為0.03平方千米。當地共有人口260人，而人口密度為每平方千米2.99人。